# سد واد الفضة
سد وادي الفضة  من بين أهم وأقدم السدود في ولاية الشلف ويتواجد ببلدية بني بوعتاب حيث يعد من المنشآت ذات هندسة جميلة ويقصده العديد من الزوار الذين يعتبرونه من الأماكن السياحية بالولاية.

## تاريخ

### إنشاء
شيد سد وادي الفضة بين عامي 1925م لغاية 1932م وتبلغ سعته 102.85مليون متر مكعب وبمساحة إجمالية 120.43كم ² أما مساحة الحوض 80 كم²

## وصف
يقع سد واد الفضة على بعد 45 كيلومترًا جنوب مدينة الشلف تبلغ مساحة مستجمعات مياه وادي الفضة 800 كم² ، ويبلغ متوسط الإرتفاع 850 م. ، ويهدف إلى:
- ري سهل الشلف الأوسط.
- إمداد السد بالمياه الصالحة للشرب والمحليات المحيطة به.
- التحويل إلى سد البرومي.
- صيد الأسماك.
- تشجيع السياحة البيئية

## معرض صور

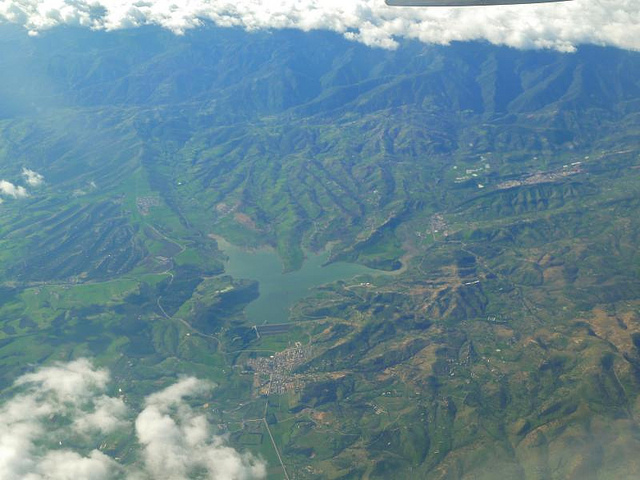
السد الكبير
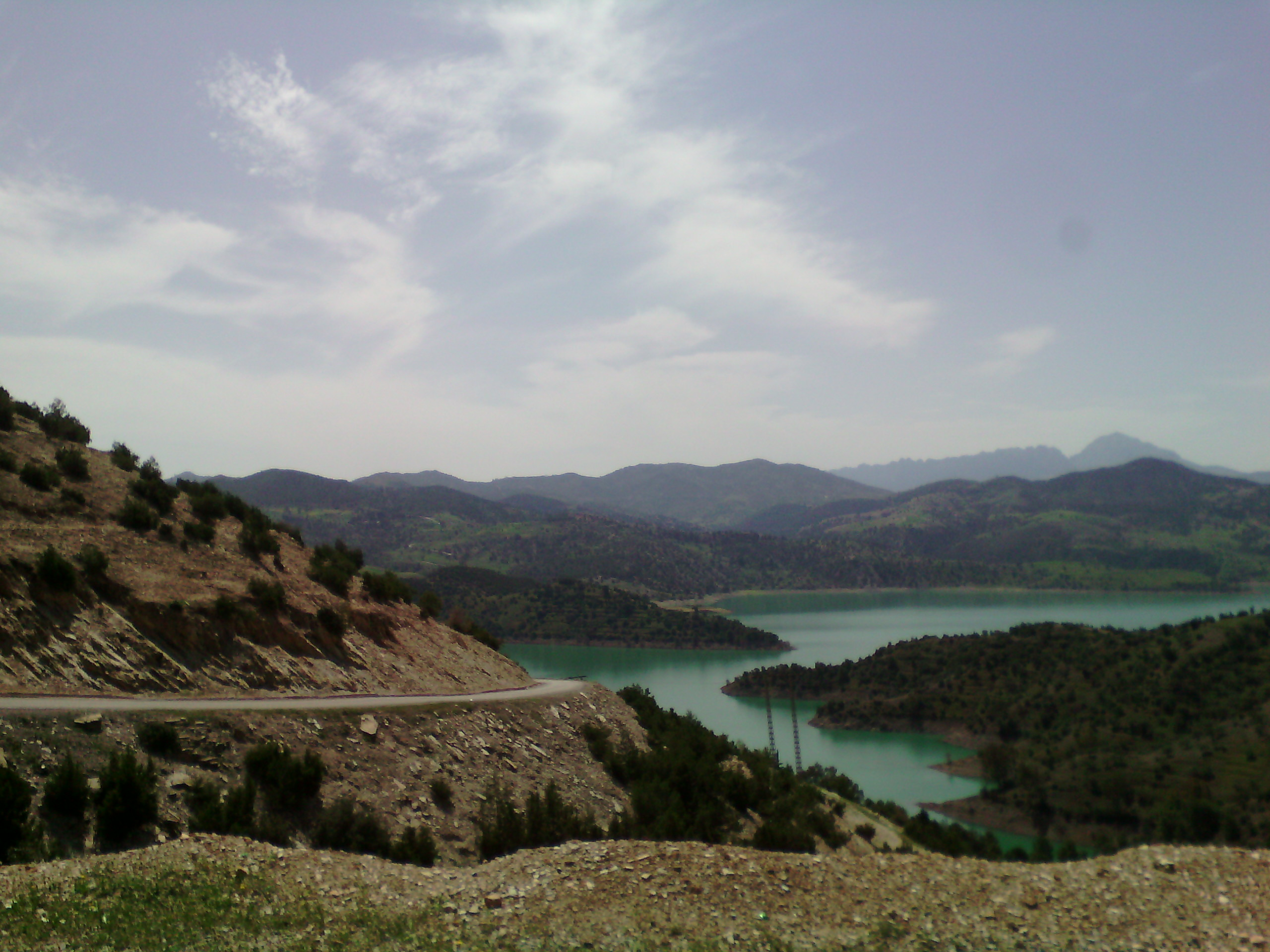
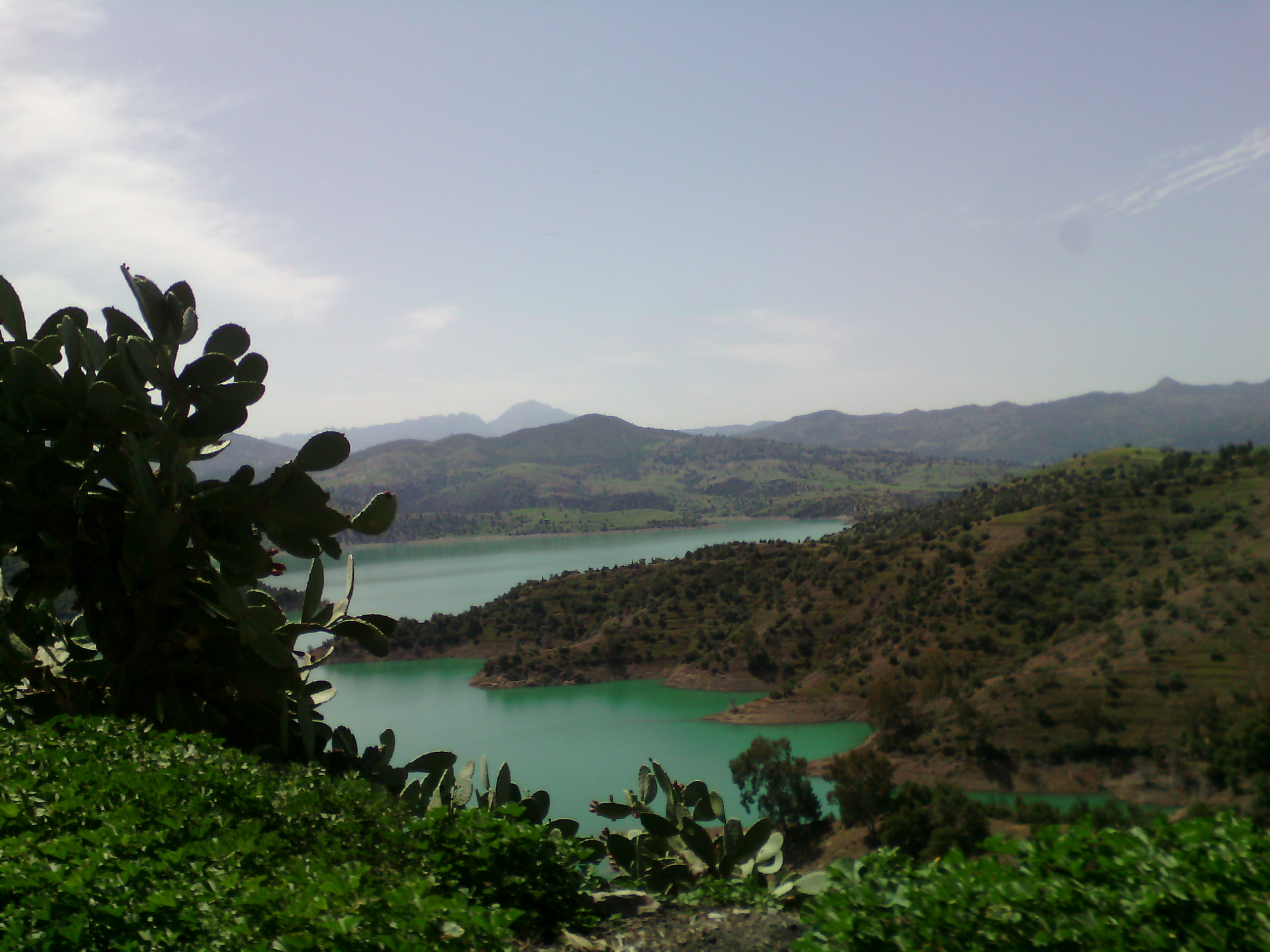
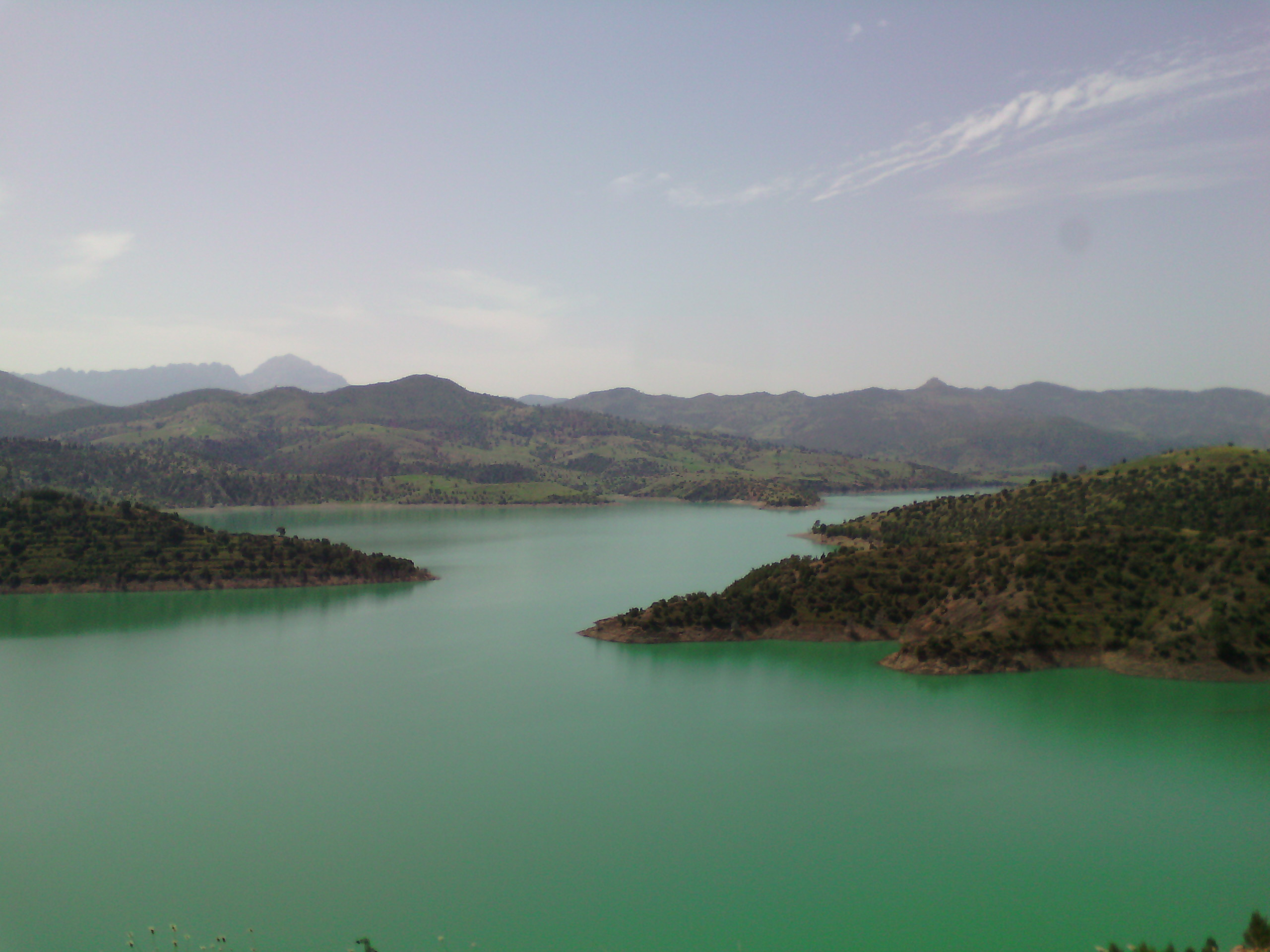
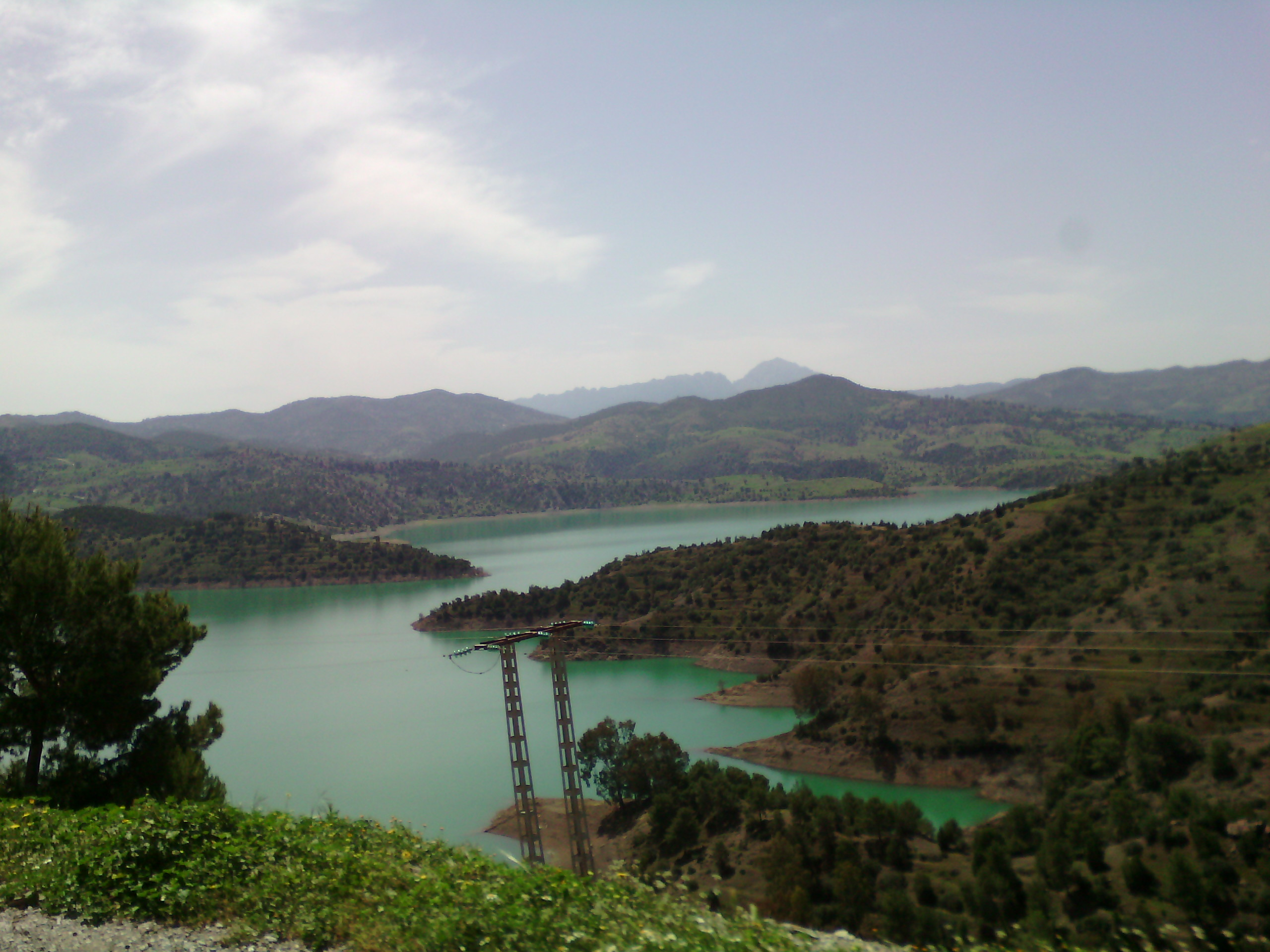